# Phillipsburg (Nueva Jersey)
Phillipsburg es un pueblo ubicado en el condado de Warren en el estado de Nueva Jersey (Estados Unidos). 

## Geografía
Phillipsburg se encuentra ubicado en las coordenadas 40°41′22″N 75°11′07″O / 40.68944, -75.18528.

## Demografía
Según el censo de 2000, Phillipsburg tenía 15 166 habitantes y una densidad de población de 1754,14 hab/km². Los ingresos medios por hogar en la localidad eran de $37 368 y los ingresos medios por familia eran de $46 925. Los hombres tenían unos ingresos medios de $37 446 frente a los $25 228 de las mujeres. La renta per cápita de la localidad era de $18 452. Alrededor del 13,4% de la población estaba por debajo del umbral de pobreza.
| 19 255                                                                        | 18 314 | 18 919 | 18 502 | 17 849 | 16 647 | 15 757 | 15 166 | 14 950 |
| (Fuente: Department of Labor and Workforce Development y American FactFinder) |        |        |        |        |        |        |        |        |